# Maurizio Zanfarino
Maurizio Zanfarino (Sassari, 10 maggio 1895 – Casa Spalazzari, 29 ottobre 1918) è stato un militare italiano, decorato di Medaglia d'oro al valor militare alla memoria durante la prima guerra mondiale.

## Biografia
Nacque a Sassari il 10 maggio 1895, figlio di Antonio e Giovanna Solinas. Dopo aver frequentato il Collegio Militare di Roma, ottenendo la licenza liceale il 27 giugno 1915, entrò nella Regia Accademia Militare di Modena da cui uscì con il grado di sottotenente in servizio permanente effettivo il 17 febbraio 1916, assegnato in forza al 210° Reggimento fanteria della Brigata "Bisagno". Nel mese successivo fu trasferito al 46º Reggimento fanteria della Brigata "Reggio" con cui si distinse nel Cadore, in particolare sul Col di Lana. Promosso tenente nel dicembre 1916, dietro sua richiesta nell’ottobre 1917 fu trasferito al VI Reparto d’assalto della nuova specialità degli Arditi di recente costituzione. Dopo la battaglia di Caporetto e il susseguente ripiegamento sulla linea del Piave, fu trasferito in forza al IX° Reparto d'Assalto "Fiamme Nere" degli Arditi.
Combatte durante la battaglia del Solstizio guadagnandosi una prima Medaglia d’argento al valor militare sul Col Moschin (15-16 giugno) al comando di una sezione di mitragliatrici, e una seconda sul Monte Asolone il 24 giugno. Trasferito ad un reparto della sussistenza chiese, ed ottenne, di tornare al suo reparto ed il 29 ottobre, durante il corso della battaglia di Vittorio Veneto, rimase gravemente ferito durante un assalto ad una postazione nemica sul Monte Asolone. Trasportato presso il 218º Reparto sommeggiato della 18ª sezione di Sanità, si spense in quello stesso giorno. Per il coraggio dimostrato in questo frangente venne decorato con la Medaglia d'oro al valor militare alla memoria. 
Il suo corpo fu tumulato presso il cimitero monumentale di Sassari.